# Zonerodius heliosylus
L'airone tigrato di foresta (Zonerodius heliosylus Lesson e Garnot, 1828), unica specie del genere Zonerodius Salvadori, 1892, è un uccello della famiglia degli Ardeidi. Diffuso solamente in Nuova Guinea, è, come tutti gli aironi tigrati (il raggruppamento che riunisce le specie dei generi Tigriornis, Tigrisoma e, appunto, Zonerodius), una specie adattatasi alla vita nelle foreste. Si tratta di una specie ancora poco conosciuta.

## Descrizione
L'airone tigrato di foresta raggiunge un'altezza di 70 cm. Presenta piumaggio a strisce marroni e gialle. Le strisce, particolarmente fitte su testa e collo, sono caratteristiche di tutti gli aironi tigrati. La parte superiore della testa è di colore nero. Il becco, che misura 9 cm, è relativamente lungo: nessun airone tigrato ne possiede uno di tali dimensioni. L'iride è di colore giallo, mentre il mento è bianco-crema. Dorso e copritrici sono marroni con un bel motivo a strisce giallo scuro. Il groppone e l'estremità posteriore sono di colore biancastro, ma le singole piume hanno l'estremità grigiastra. I lati del corpo sono di colore variabile dal crema al bianco. Le piume allungate della parte superiore del petto vanno a ricadere sull'addome, andando a formare una sorta di sottana. Le zampe sono giallo limone.

## Biologia
La dieta consiste di granchi e altri crostacei, insetti acquatici, piccoli pesci, lucertole e serpenti. Il periodo della nidificazione dipende dall'inizio della stagione delle piogge. Le sue abitudini riproduttive sono ancora sconosciute.

## Distribuzione e habitat
L'airone tigrato di foresta è presente in Nuova Guinea e in alcune delle isole più grandi che si trovano presso le sue coste occidentali. Si tratta di una specie che vive principalmente nelle foreste pluviali di pianura, sebbene talvolta sia stata avvistata fino ad altitudini di 1450 m.